# Liste des gouverneurs de l'Idaho
Le gouverneur de l'Idaho est le chef de la branche exécutive du gouvernement de l'Idaho et le commandant en chef de la milice de l'État. Le gouverneur surveille l'exécution des lois de l'État ; il peut approuver ou mettre son veto sur les lois approuvées par la Législature de l'Idaho.

## Histoire
De sa formation en 1863 à la fondation de l'État d'Idaho en 1890, le Territoire de l'Idaho a eu 16 gouverneurs territoriaux nommés par le Président des États-Unis ; quatre d'entre eux ne prirent jamais leurs fonctions, ayant démissionné avant d'atteindre le territoire. Trente-et-une personnes ont exercé la fonction de gouverneur de l'Idaho depuis son admission dans l'Union en 1890 ; deux d'entre eux, C. A. Bottolfsen et Cecil D. Andrus, ont rempli des mandats non consécutifs. 
Le premier gouverneur de l'État, George Laird Shoup, eut le mandat le plus court (3 mois) cependant que Cecil D. Andrus détient le record de longévité en ayant exercé la fonction durant 14 ans. Quatre gouverneurs ont démissionné, mais aucun n'est mort durant son mandat. 21 gouverneurs étaient républicains et 12 démocrates. 
Le gouverneur actuel est Brad Little, investi le 6 janvier 2019.

## Conditions éligibilité
Les mandats de gouverneur et de lieutenant-gouverneur sont de quatre ans et débutent le premier lundi du mois de janvier suivant les élections. Avant 1946, Ils étaient élus pour un mandat de deux ans. Après ce changement de mandat de quatre ans, la réélection n'était pas autorisée ; le gouverneur Robert E. Smylie, ancien procureur général de l'État, a réussi à faire pression sur la législature de 1955 en vue de proposer un amendement à la constitution de l'État permettant la réélection au poste de gouverneur. L'amendement fut approuvé par les électeurs lors des élections générales de 1956.  Il n'y a plus de limite au nombre de mandats qu'un gouverneur peut exercer.

## Liste des gouverneurs
| Nom                  | Parti       | Dates de mandat |
| -------------------- | ----------- | --------------- |
| George L. Shoup      | Républicain | 1890            |
| N. B. Willey         | Républicain | 1890-1893       |
| William J. McConnell | Républicain | 1893-1897       |
| Frank Steunenberg    | Démocrate   | 1897-1901       |
| Frank W. Hunt        | Démocrate   | 1901-1903       |
| John T. Morrison     | Républicain | 1903-1905       |
| Frank R. Gooding     | Républicain | 1905-1909       |
| James H. Brady       | Républicain | 1909-1911       |
| James H. Hawley      | Démocrate   | 1911-1913       |
| John M. Haines       | Républicain | 1913-1915       |
| Moses Alexander      | Démocrate   | 1915-1919       |
| D. W. Davis          | Républicain | 1919-1923       |
| Charles C. Moore     | Républicain | 1923-1927       |
| H. C. Baldridge      | Républicain | 1927-1931       |
| C. Ben Ross          | Démocrate   | 1931-1937       |
| Barzilla W. Clark    | Démocrate   | 1937-1939       |
| C. A. Bottolfsen     | Républicain | 1939-1941       |
| Chase A. Clark       | Démocrate   | 1941-1943       |
| C. A. Bottolfsen     | Républicain | 1943-1945       |
| Charles C. Gossett   | Démocrate   | 1945            |
| Arnold Williams      | Démocrate   | 1945-1947       |
| C. A. Robins         | Républicain | 1947-1951       |
| Len B. Jordan        | Républicain | 1951-1955       |
| Robert E. Smylie     | Républicain | 1955-1967       |
| Don Samuelson        | Républicain | 1967-1971       |
| Cecil Andrus         | Démocrate   | 1971-1977       |
| John V. Evans        | Démocrate   | 1977-1987       |
| Cecil Andrus         | Démocrate   | 1987-1995       |
| Phil Batt            | Républicain | 1995-1999       |
| Dirk A. Kempthorne   | Républicain | 1999-2006       |
| Jim Risch            | Républicain | 2006-2007       |
| Butch Otter          | Républicain | 2007-2019       |
| Brad Little          | Républicain | Depuis 2019     |